# Seitenwagen-Weltmeisterschaft 2019
Die Seitenwagen-Weltmeisterschaft 2019 war eine von der FIM ausgetragene internationale Meisterschaft für Motorradgespanne. Es wurden sechs Rennen mit insgesamt zehn Läufen ausgetragen. Erlaubt waren Gespanne mit einem Hubraum von bis zu 600 cm³.
Tim Reeves wurde mit Beifahrer Mark Wilkes auf einem Adolf RS-Yamaha-Gespann Seitenwagen-Weltmeister.

## Punkteverteilung
Weltmeister wird derjenige Fahrer beziehungsweise der Hersteller, der bis zum Saisonende die meisten Punkte in der Weltmeisterschaft angesammelt hat. Bei der Punkteverteilung werden die Platzierungen im Gesamtergebnis des jeweiligen Rennens berücksichtigt. Die fünfzehn erstplatzierten Fahrer jedes Rennens erhalten Punkte nach folgendem Schema:
| Punkteverteilung | Punkteverteilung | Punkteverteilung | Punkteverteilung | Punkteverteilung | Punkteverteilung | Punkteverteilung | Punkteverteilung | Punkteverteilung | Punkteverteilung | Punkteverteilung | Punkteverteilung | Punkteverteilung | Punkteverteilung | Punkteverteilung | Punkteverteilung |
| ---------------- | ---------------- | ---------------- | ---------------- | ---------------- | ---------------- | ---------------- | ---------------- | ---------------- | ---------------- | ---------------- | ---------------- | ---------------- | ---------------- | ---------------- | ---------------- |
| Platz            | 1                | 2                | 3                | 4                | 5                | 6                | 7                | 8                | 9                | 10               | 11               | 12               | 13               | 14               | 15               |
| Punkte           | 25               | 20               | 16               | 13               | 11               | 10               | 9                | 8                | 7                | 6                | 5                | 4                | 3                | 2                | 1                |

In die Wertung kommen alle erzielten Resultate.

## Rennen
| Nr.  | Datum               | WM-Lauf     | Strecke                       | Streckenlayout | Läufe      |
| ---- | ------------------- | ----------- | ----------------------------- | -------------- | ---------- |
| 1    | 20. April           | Frankreich  | Circuit Bugatti               |                | ein Lauf   |
| 2–3  | 29. und 30. Juni    | Ungarn      | Pannonia-Ring                 |                | zwei Läufe |
| 4–5  | 20. und 21. Juli    | Deutschland | Motorsport Arena Oschersleben |                | zwei Läufe |
| 6    | 18. August          | Niederlande | TT Circuit Assen              |                | ein Lauf   |
| 7–8  | 24. und 25. August  | Kroatien    | Automotodrom Grobnik          |                | zwei Läufe |
| 9–10 | 19. und 20. Oktober | Portugal    | Circuito do Estoril           |                | zwei Läufe |

### Rennergebnisse
|   | Datum  | Strecke                       | Pole-Position                  | Lauf | Platz 1                            | Platz 2                         | Platz 3                            | Gesamtführung                      |
| - | ------ | ----------------------------- | ------------------------------ | ---- | ---------------------------------- | ------------------------------- | ---------------------------------- | ---------------------------------- |
| 1 | 20.04. | Circuit Bugatti               | Ben Birchall / Thomas Birchall | 1    | Pekka Päivärinta / Jussi Verväinen | Tim Reeves / Mark Wilkes        | Markus Schlosser / Marcel Fries    | Pekka Päivärinta / Jussi Verväinen |
| 2 | 30.06. | Pannonia-Ring                 | Ben Birchall / Thomas Birchall | 1    | Ben Birchall / Thomas Birchall     | Tim Reeves / Mark Wilkes        | Pekka Päivärinta / Jussi Verväinen | Pekka Päivärinta / Jussi Verväinen |
| 2 | 30.06. | Pannonia-Ring                 | Ben Birchall / Thomas Birchall | 2    | Tim Reeves / Mark Wilkes           | Ben Birchall / Thomas Birchall  | Pekka Päivärinta / Jussi Verväinen | Tim Reeves / Mark Wilkes           |
| 3 | 21.07. | Motorsport Arena Oschersleben | Ben Birchall / Thomas Birchall | 1    | Tim Reeves / Mark Wilkes           | Ben Birchall / Thomas Birchall  | Pekka Päivärinta / Jussi Verväinen | Tim Reeves / Mark Wilkes           |
| 3 | 21.07. | Motorsport Arena Oschersleben | Ben Birchall / Thomas Birchall | 2    | Ben Birchall / Thomas Birchall     | Tim Reeves / Mark Wilkes        | Pekka Päivärinta / Jussi Verväinen | Tim Reeves / Mark Wilkes           |
| 4 | 18.08. | TT Circuit Assen              | Ben Birchall / Thomas Birchall | 1    | Tim Reeves / Mark Wilkes           | Ben Birchall / Thomas Birchall  | Pekka Päivärinta / Jussi Verväinen | Tim Reeves / Mark Wilkes           |
| 5 | 25.08. | Rijeka                        | Ben Birchall / Thomas Birchall | 1    | Tim Reeves / Mark Wilkes           | Markus Schlosser / Marcel Fries | Pekka Päivärinta / Jussi Verväinen | Tim Reeves / Mark Wilkes           |
| 5 | 25.08. | Rijeka                        | Ben Birchall / Thomas Birchall | 2    | Ben Birchall / Thomas Birchall     | Markus Schlosser / Marcel Fries | Pekka Päivärinta / Jussi Verväinen | Tim Reeves / Mark Wilkes           |
| 6 | 20.10. | Estoril                       | Tim Reeves / Mark Wilkes       | 1    | Tim Reeves / Mark Wilkes           | Ben Birchall / Thomas Birchall  | Kees Endeveld / Jeroen Remmé       | Tim Reeves / Mark Wilkes           |
| 6 | 20.10. | Estoril                       | Tim Reeves / Mark Wilkes       | 2    | Pekka Päivärinta / Jussi Verväinen | Tim Reeves / Mark Wilkes        | Sam Christie / Adam Christie       | Tim Reeves / Mark Wilkes           |

## Fahrerwertung
| Pos. | Fahrer              | Beifahrer             | Maschine          | FRA | HUN | HUN | DEU | DEU | NED | CRO | CRO | POR | POR | Punkte |
| Pos. | Fahrer              | Beifahrer             | Maschine          |     | R1  | R2  | R1  | R2  |     | R1  | R2  | R1  | R2  |        |
| ---- | ------------------- | --------------------- | ----------------- | --- | --- | --- | --- | --- | --- | --- | --- | --- | --- | ------ |
| 1    | Tim Reeves          | Mark Wilkes           | Adolf RS-Yamaha   | 2   | 2   | 1   | 1   | 2   | 1   | 1   | DNF | 1   | 2   | 205    |
| 2    | Pekka Päivärinta    | Jussi Verväinen       | LCR-Yamaha        | 1   | 3   | 3   | 3   | 3   | 3   | 3   | 3   | 5   | 1   | 173    |
| 3    | Ben Birchall        | Thomas Birchall       | LCR-Yamaha        | 4   | 1   | 2   | 2   | 1   | 2   | DNF | 1   | 2   | DNF | 168    |
| 4    | Markus Schlosser    | Marcel Fries          | LCR-Yamaha        | 3   | 4   | 4   | 4   | 4   | 4   | 2   | 2   |     |     | 121    |
| 5    | Sam Christie        | Adam Christie         | LCR-Yamaha        | 6   | 5   | 6   | 7   | 5   | 6   | DNF | 4   | 4   | 3   | 103    |
| 6    | Kees Endeveld       | Jeroen Remmé          | Adolf RS-Kawasaki | 8   | 10  | 9   | 9   | 7   | 9   | 5   | DNF | 3   | 5   | 82     |
| 7    | Lukas Wyssen        | Thomas Hofer          | LCR-Yamaha        | 5   | 8   | 7   |     |     | 8   | 4   | 5   | 10  | DNF | 66     |
| 8    | Rupert Archer       | Stephen Thomas        | Adolf RS-Yamaha   | 9   | 12  | DNF | 10  | 6   | 11  | 7   | 8   | 9   | 6   | 66     |
| 9    | Paul Leglise        | Emmanuelle Clement    | LCR-Yamaha        | DNF | 9   | 8   | 8   | DNF | 7   | DNF | DNF | 8   | 4   | 53     |
| 10   | Janez Remše         | Manfred Wechselberger | Adolf RS-Yamaha   | 7   | DNF | 10  |     |     |     | 6   | 7   | 6   | 9   | 51     |
| 11   | Jakob Rutz          | Björn Bosch           | LCR-Yamaha        | 10  | 11  | 11  | 11  | 8   | 13  |     |     | 12  | 7   | 45     |
| 12   | Bennie Streuer      | Kevin Rousseau        | LCR-Kawasaki      | DNF | 7   | 5   | 5   | DNF | 5   | DNF | DNF | DNF | DNS | 42     |
| 13   | Josef Sattler       | Uwe Neubert           | Adolf RS-Kawasaki | DNF | 6   | DNF | 6   | DNF |     | DNF | 6   | 7   | DNS | 39     |
| 14   | Philippe Le Bail    | Serge Leveau          | LCR-Yamaha        |     |     |     |     |     |     |     |     | 11  | 8   | 13     |
| 15   | Peter Kimeswenger   | Jens Lehnertz         | LCR-Kawasaki      | DNF |     |     | 12  | 9   | 14  | DNF | DNF |     |     | 13     |
| 16   | Rasmus Dombernowsky | Anssi Rekola          | ART-Honda         |     |     |     | 13  | DNF | 12  |     |     |     |     | 7      |
| 17   | Manuel Moreau       | Sebastien Arifon      | LCR-Yamaha        |     |     |     |     |     | 10  |     |     |     |     | 6      |

| Farbe         | Bedeutung                               |
| ------------- | --------------------------------------- |
| Gold          | Sieger                                  |
| Silber        | 2. Platz                                |
| Bronze        | 3. Platz                                |
| Grün          | Platzierung in den Punkten              |
| Blau          | Klassifiziert außerhalb der Punkteränge |
| Violett       | Rennen nicht beendet (DNF)              |
| Violett       | nicht klassifiziert (NC)                |
| Rot           | nicht qualifiziert (DNQ)                |
| Schwarz       | disqualifiziert (DSQ)                   |
| Weiß          | nicht am Start (DNS)                    |
| Weiß          | zurückgezogen (WD)                      |
| Weiß          | Rennen abgesagt (C)                     |
| ohne Farbe    | nicht am Training teilgenommen (DNP)    |
| ohne Farbe    | verletzt oder krank (INJ)               |
| ohne Farbe    | ausgeschlossen (EX)                     |
| ohne Farbe    | nicht erschienen (DNA)                  |
| fett          | Pole-Position                           |
| kursiv        | Schnellste Rennrunde                    |
| unterstrichen | WM-Führung                              |
| hochgestellt  | Platzierung im Sprintrennen             |